# Микловш, Славомир
Славоми́р Ми́кловш (хорв. Slavomir Miklovš, 16 мая 1934, с. Джурджево, Бачка, Югославия — 21 июня 2011, Нови-Сад) — епископ, возглавлявший Хорватскую грекокатолическую церковь (епархию Крижевцев) с 1983 по 2009 год.
Родился 16 мая 1934 года в селе Джурджево в Бачке в грекокатолической русинской семье. Начальную школу окончил в родном селе, затем обучался в гимназиях Риеки и Пазина. Закончил богословский факультет Загребского университета.
7 июля 1964 года рукоположен в священники в Джурджево, после чего вплоть до 1969 года служил в грекокатолическом соборе Руски-Крстура и в приходе города Вуковар. С 1969 года преподавал в грекокатолической семинарии Крижевецкой епархии, позднее был назначен её ректором.
22 января 1983 года назначен епископом Крижевцев вместо скончавшегося епископа Габриэля Букатко. 25 марта 1983 года рукоположен в епископы. Епископ Микловш возглавлял Хорватскую грекокатолическую церковь на протяжении 26 лет. После обретения Хорватией независимости и создания в 1993 году Конференции католических епископов Хорватии входил в её состав. 25 мая 2009 года ушёл в отставку по причине преклонного возраста, его преемником стал епископ Никола Кекич. Славомир Микловш скончался 21 июня 2011 года в Нови-Саде. Похоронен в грекокатолическом соборе Руски-Крстура.